# Tetitla
Tetitla är en ort i Mexiko.   Den ligger i kommunen Tamazunchale och delstaten San Luis Potosí, i den sydöstra delen av landet, 200 km norr om huvudstaden Mexico City. Tetitla ligger 628 meter över havet och antalet invånare är 816.
Terrängen runt Tetitla är kuperad åt sydost, men åt nordväst är den bergig. Runt Tetitla är det ganska tätbefolkat, med 56 invånare per kvadratkilometer. Närmaste större samhälle är Tamazunchale, 7,1 km nordost om Tetitla. I omgivningarna runt Tetitla växer huvudsakligen savannskog.